# Jérôme Gay
Pour les personnes de même nom de famille, voir Gay.
Jérôme Gay (né le 9 février 1975) est un sauteur à ski français.

## Palmarès

### Jeux Olympiques
| Épreuve / Édition | Albertville 1992 | Nagano 1998 |
| Petit Tremplin    | 43e              | 37e         |
| Grand Tremplin    | 54e              | 21e         |
| Par équipes       | 10e              |             |

### Championnats du monde
| Épreuve / Édition | Falun 1993 | Thunder Bay 1995 | Trondheim 1997 |
| Petit Tremplin    | 42e        | 7e               | 23e            |
| Grand Tremplin    | 39e        | 21e              | 29e            |
| Par équipes       | 4e         | 4e               |                |

### Championnats du monde de vol à ski
| Épreuve / Édition | Planica 1994 | Vikersund 2000 |
| Individuel        | 36e          | 44e            |

### Coupe du monde de saut à ski
- Meilleur classement final: 32e en 1997.
- Meilleur résultat: 5e.